# Borgeleje
Borgeleje (dvs. overnatning på en borg) var fra middelalderens slutning betegnelsen for en sådan indkvartering og underhold, som personer i kongens tjeneste, for kortere eller længere tid kunne kræve af lensmænd, klostre eller købstæder. Personer i kongens tjeneste kunne bl.a. være hofsinder med deres svende, landsknægte, skytter og rigsråder, og retten til indkvartering omfattede også hestene.
Ved borgepenge forstås penge, som blev betalt for at slippe for at modtage folk i borgeleje.